# Malte Johnson

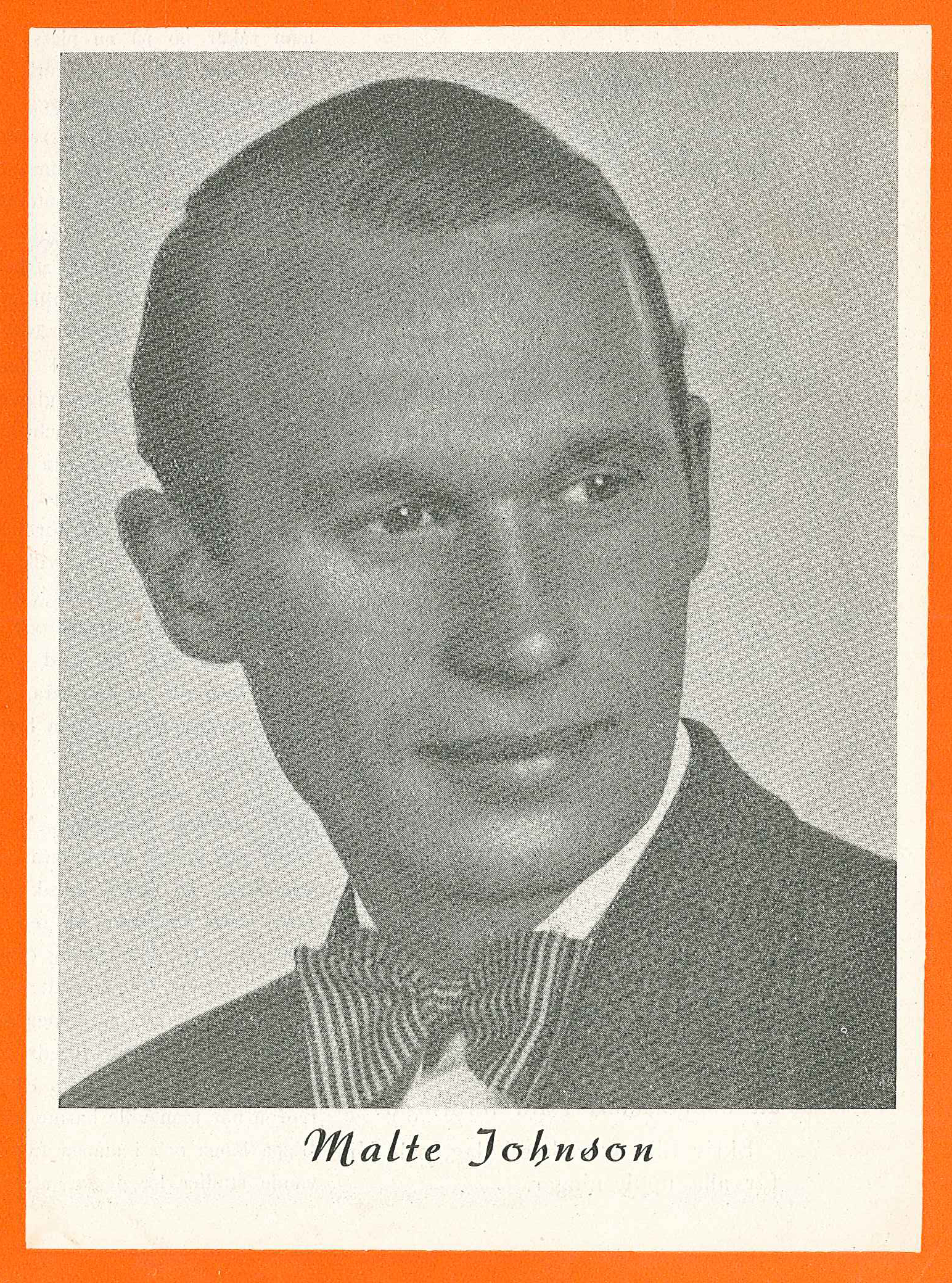
Malte Johnsson som omslagspojke på Orkesterjournalens oktobernummer 1942.

John Erik Malte Johnson, född den 24 oktober 1910 i Raus församling, död den 24 oktober 2003 i Göteborg, var en svensk orkesterledare och jazzmusiker med saxofon som huvudinstrument.
Malte Johnson började spela fiol redan som tioåring, då fadern köpte en "trekvartsfiol" av den kringresande bygdespelmannen Hjalmar Tilly, som också under ett par år var Malte Johnsons första musiklärare. 16 år gammal tog Malte Johnson realen och börjar arbeta på Elektromekano i Helsingborg, och tog därefter privatlektioner till och från för Christer Barter. 
Malte Johnson hade sitt första engagemang i september 1927 på kafé Thalia i Helsingborg, där han spelade fiol tre dagar i veckan tillsammans med sin 15-årige pianospelande kamrat Sven Ohlsson. Förtjänsten var åtta kronor per kväll. Det första bandet kallades Yola-band, då med Erik Thorsson på cello och spårvägaren Tage Frost på trumpet. Bandet var kvar på Thalia till 1930. Nu hade Johnson börjat tjäna pengar på sitt spelande och köpte samma år sitt första piano.
Från 1933 var Johnson yrkesmusiker, då han skrev sitt första kontrakt med John Eeks orkester den 23 april på Hotel Mollberg i Helsingborg. Han spelade då fiol och saxofon. 
Redan efter ett år lämnade han John Eeks orkester, och tog därefter fiollektioner under ett och ett halvt år, hos den framstående violonisten, professor Peder Möller i Köpenhamn.  
År 1935 fick Johnson sin första egna, egentliga orkester. Orkestern hörde till Folkets park i Helsingborg, och stommen bestod av Eges orkester med sex man. De sex var Ture Månsson (saxofon), Börje Åhman (piano), Malte Johnsson (saxofon), Henry Strömblad (bas), Nils Otteryd (saxofon), Hugo Andersson (trumpet) och Erik "Kirre" Gustafsson (Ege) på trummor.   
På hösten 1935 flyttade Johnson till Göteborg för att ingå i Sam Samsons orkester, som behövde en ny saxofonist, men också kunde spela fiol. Orkestern hade fått ett engagemang på danssalongen Wauxhall i Göteborg. Hans lön var nu 105 kronor per vecka. 
Till Liseberg och den fyra år tidigare invigda Rotundan (nu Rondo) kom han 1944 och förblev Liseberg trogen under några decennier, de sista åren som ledare av Cabarethallens orkester. 
Malte Johnson gjorde ett 30-tal skivinspelningar med sin orkester, som var ett storband i paritet med Thore Ehrlings, Sam Samsons och Seymour Österwalls. Raden av elitmusiker som medverkat genom åren, vittnar om orkesterns standard: Bengt-Arne Wallin, Jan Johansson och Nils-Bertil Dahlander för att nämna några. På orkesterns skivinspelningar finns vokalartister som Sonya Hedenbratt, Gunnar ”Siljabloo” Nilsson, Harmony Sisters och Delta Rhythm Boys.
Några av orkesterns många radioisändningar har spelats.

## Familj
Malte Johnson var son till Ola Johnsson (1878-1959), född i Östra Sönnarslöv, Kristianstads län och Anna Lovisa Johnsson (1883-1960), född Eriksson i Holm, Hallands län.  Gift 1942 med Ingrid Gran (1916-1982).